# كين هاريس (مخرج)
كين هاريس (بالإنجليزية: Ken Harris)‏ هو رسام رسوم متحركة ومخرج أمريكي، ولد في 31 يوليو 1898 في مقاطعة تولير في الولايات المتحدة، وتوفي في 24 مارس 1982 في وودلاند هيلز، كاليفورنيا في الولايات المتحدة بسبب مرض باركنسون.

## وصلات خارجية
- الموقع الرسمي
- كينيث هاريس على موقع IMDb (الإنجليزية)
- كينيث هاريس على موقع ألو سيني (الفرنسية)
- كينيث هاريس على موقع أول موفي (الإنجليزية)
- كينيث هاريس على موقع قاعدة بيانات الأفلام السويدية (السويدية)
- كينيث هاريس على موقع قاعدة بيانات الفيلم (الإنجليزية)
- كينيث هاريس على موقع كينوبويسك (الروسية)